# Taygete (księżyc)
Taygete (Jowisz XX) – mały zewnętrzny księżyc Jowisza, odkryty w 2000 roku przez grupę astronomów z Uniwersytetu Hawajskiego, kierowaną przez Scotta Shepparda.

## Nazwa
W mitologii greckiej Taygete (Tajgete) była jedną z Plejad, córek tytana Atlasa i Okeanidy Plejone lub Okeanidy Ajtry, a także jedną z kochanek Zeusa (Jowisza).

## Charakterystyka fizyczna
Taygete jest jednym z najmniejszych księżyców Jowisza, jego średnicę ocenia się na około 5 km. Średnia gęstość tego ciała to ok. 2,6 g/cm3, składa się ona głównie z krzemianów. Powierzchnia księżyca jest bardzo ciemna – jej albedo wynosi zaledwie 0,04. Z Ziemi można go zaobserwować jako obiekt o jasności wizualnej co najwyżej 21,9 magnitudo.
Taygete obiega Jowisza ruchem wstecznym, czyli w kierunku przeciwnym do obrotu planety wokół własnej osi. Satelita należy do grupy Karme.